# Manuel Negrete
Manuel Negrete Arias (* 11. března 1959 Ciudad Altamirano) je bývalý mexický fotbalista, hrající nejčastěji na pozici ofenzivního záložníka.
Od roku 1979 hrál ligu za Club Universidad Nacional, s nímž získal mexický titul v roce 1981 a vyhrál Ligu mistrů CONCACAF 1980, 1982 a 1989. V roce 1985 získal cenu pro nejlepšího hráče mexické ligy. V mexické reprezentaci odehrál 54 zápasů a vstřelil 12 branek. Startoval na domácím mistrovství světa ve fotbale 1986, kde se podílel na osmifinálové výhře nad Bulharskem gólem, který vstřelil nůžkami po narážečce s Javierem Aguirrem. Tato branka je uváděna jako jedna z nejpohlednějších v historii světových šampionátů a bylo rozhodnuto postavit v Coyoacánu sochu, která bude tento moment připomínat. Po mistrovství Negrete odešel do Evropy, ale v angažmá v portugalském Sporting CP ani španělském Sporting de Gijón se neprosadil a vrátil se do Mexika. V roce 1990 Club Universidad Nacional opustil a hrál za CF Monterrey a CF Atlante, s nímž získal v roce 1993 další mistrovský titul. Hráčskou kariéru ukončil v roce 1996, od té doby působí jako funkcionář a trenér.